# Lecidea lenticella
Lecidea lenticella är en lavart som först beskrevs av Johann Franz Xaver Arnold och som fick sitt nu gällande namn av Ernst Stizenberger. 
Lecidea lenticella ingår i släktet Lecidea och familjen Lecideaceae. Arten är reproducerande i Sverige.